# Mario Maldesi
Mario Cidda, mieux connu sous le nom de Mario Maldesi (Rome, 18 décembre 1922 – Lucignano, 5 septembre 2012), est un directeur de doublage, dialoguiste et acteur italien.

## Parcours professionnel
Après des débuts comme acteur au Centre universitaire théâtral de Rome, Mario Maldesi s’engage, à partir de 1952, dans la carrière professionnelle, tantôt en jouant la comédie sur la scène des principaux théâtres d’Italie, tantôt en participant à des pièces radiophoniques, ou encore en apportant son concours aux premières expériences de production de la télévision italienne.
À partir de 1956, il se tourne vers le travail de doublage, prenant en charge tant la post-synchronisation des films italiens que le doublage des productions étrangères. Il assure ainsi, en une cinquantaine d’années d’activité, non seulement la post-synchronisation des œuvres des plus grands metteurs en scène italiens, mais aussi le doublage de nombre de films étrangers (non italiens), devenant en quelque sorte le directeur de doublage attitré de cinéastes tels que Stanley Kubrick et Mel Brooks, que ce fût en intervenant lui-même comme traducteur, ou en se reposant sur ses collaborateurs. Il est le premier, en 1969, à faire appel à Ferruccio Amendola pour doubler Dustin Hoffman dans Macadam Cowboy ; de façon générale, c’est de lui que vient l’idée, qui révolutionna le monde du doublage, d’amener des acteurs de théâtre et des récitants à s’investir dans les cabines de doublage, et c’est à cet effet également qu’il s’associe pendant une longue période avec l’acteur Giancarlo Giannini. En 2010, il reçoit le Grand Prix du Doublage.
Il est l’un des fondateurs de la société de doublage Cine Video Doppiatori (CVD), dont il assume aussi la présidence, et ensuite de la société Kamoti cinematografica.
Dans les années 1990, relâchant son activité de directeur de doublage, il choisit de se consacrer désormais principalement à l’enseignement. À partir de 1990, il dispense des cours à l’École nationale de Cinéma, ensuite, après 1998, à l'Académie nationale d'art dramatique Silvio D'Amico.
Entre 2005 et 2012, il apporte sa collaboration aux cours et laboratoires organisés par l'association culturelle Centro il Garage de Lucignano, dans la province d'Arezzo.

## Travaux de doublage
Mario Maldesi a dirigé le doublage notamment des films suivants :
- Les Nuits de Cabiria, les Clowns, Fellini Roma, Amarcord et Ginger et Fred de Federico Fellini
- Le Pigeon et la Grande Guerre de Mario Monicelli
- Adua et ses compagnes et Je la connaissais bien d'Antonio Pietrangeli
- La ciociara, Mariage à l'italienne et le Jardin des Finzi-Contini de Vittorio De Sica
- La Grande Pagaille et la Ragazza de Luigi Comencini
- Rocco et ses frères, le Guépard, les Damnés, Mort à Venise et Ludwig de Luchino Visconti
- Accattone de Pier Paolo Pasolini
- Salvatore Giuliano, Main basse sur la ville, l'Affaire Mattei et Lucky Luciano de Francesco Rosi
- Il sorpasso de Dino Risi
- François d'Assise di Liliana Cavani
- Le Lauréat de Mike Nichols
- Le Bal des vampires de Roman Polanski
- Baisers volés et le Dernier Métro de François Truffaut
- La Party de Blake Edwards
- Disons, un soir à dîner de Giuseppe Patroni Griffi
- Enquête sur un citoyen au-dessus de tout soupçon d'Elio Petri
- Macadam Cowboy et Marathon Man de John Schlesinger
- Orange mécanique, Barry Lyndon, Shining, Full Metal Jacket et Eyes Wide Shut de Stanley Kubrick
- Bananas de Woody Allen
- L'Exorciste, Cruising, Police fédérale Los Angeles, Jade, l'Enfer du devoir, Traqué (The Hunted) de William Friedkin
- Frankenstein Junior, le Grand Frisson et la Folle Histoire du monde de Mel Brooks
- Les Frissons de l'angoisse de Dario Argento
- Un après-midi de chien, Network et le Prince de New York de Sidney Lumet
- Vol au-dessus d'un nid de coucou et Ragtime de Miloš Forman
- La Guerre des étoiles de George Lucas
- Star Wars, épisode V : L'Empire contre-attaque de Irvin Kershner
- Le Retour du Jedi de Richard Marquand
- Alien e Legend de Ridley Scott
- Le Rabbin au Far West de Robert Aldrich
- To Be or Not to Be de Alan Johnson
- Ghostbusters de Ivan Reitman
- Mission de Roland Joffé
- Aliens, le retour de James Cameron
- Avec vue sur l'Arno de James Ivory
- Wall Street d'Oliver Stone
- Batman de Tim Burton
- Tigre et Dragon d'Ang Lee

## Dramatiques télévisées
- Daniele tra i leoni, avec Stefano Sibaldi, Lia Righi, Ubaldo Lay, Renato De Carmine, Giovanni Cimara, Cesare Polacco, Lea Padovani, Mario Maldesi, Clelia Matania, Tatiana Farnese, Isarco Ravaioli ; mise en scène de Anton Giulio Majano ; diffusée le 14 octobre 1955.
- Il serpente a sonagli, avec Adriana Vianello, Luciana Paoluzzi, Maresa Gallo, Lauro Gazzolo, Giovanni Cimara, Aldo Bufi Landi, Mario Maldesi, Alfredo Varelli, Arturo Bragaglia, Wanda Capodaglio, Rina Franchetti, Wandisa Guida, Carlo D'Angelo, Ilaria Occhini ; mise en scène d'Anton Giulio Majano ; diffusée le 19 octobre 1956.